# Machacamarca (Aroma)
Machacamarca ist eine Ortschaft im Departamento La Paz im Hochland des südamerikanischen Anden-Staates Bolivien.

## Lage im Nahraum
Machacamarca ist zentraler Ort im Kanton Nueva Esperanza de Machacamarca und liegt im Municipio Colquencha in der Provinz Aroma auf einer Höhe von 3910 m. An Machacamarca vorbei führt die Bahnstrecke von La Paz nach Oruro.

## Geographie
Machacamarca liegt auf dem bolivianischen Altiplano zwischen den Anden-Gebirgsketten der Cordillera Occidental im Westen und der Cordillera Central im Osten. Die Region weist ein ausgeprägtes Tageszeitenklima auf, bei dem die mittleren Temperaturschwankungen im Tagesverlauf deutlicher ausfallen als im Jahresverlauf.
Die Jahresdurchschnittstemperatur der Region liegt bei 10 °C (siehe Klimadiagramm Colquencha), die Monatsdurchschnittstemperaturen schwanken nur unwesentlich zwischen 7 °C im Juni/Juli und knapp 12 °C im November. Der Jahresniederschlag beträgt etwa 500 mm, die Monatsniederschläge liegen zwischen unter 10 mm in der Trockenzeit von Mai bis August und 125 mm im Januar.

## Verkehr
Von La Paz aus führt die asphaltierte Nationalstraße Ruta 2 in westlicher Richtung nach El Alto, von dort 39 Kilometer nach Süden die Ruta 1  bis zur Ortschaft Vilaque Copata. Von dort aus gelangt man über eine unbefestigte Straße nach sieben Kilometern in südwestlicher Richtung nach Machacamarca.

## Bevölkerung
Die Einwohnerzahl der Ortschaft ist in den vergangenen beiden Jahrzehnten drastisch zurückgegangen:
| Jahr | Einwohner | Quelle       |
| ---- | --------- | ------------ |
| 1992 | 1 049     | Volkszählung |
| 2001 | 1 400     | Volkszählung |
| 2012 | 358       | Volkszählung |
| 2024 |           | Volkszählung |

Die Region weist einen hohen Anteil an Aymara-Bevölkerung auf, im Municipio Colquencha sprechen 92,5 Prozent der Bevölkerung die Aymara-Sprache.